# Джума-мечеть (Ордубад)
38°54′35″ пн. ш. 46°01′22″ сх. д. / 38.9097° пн. ш. 46.0228° сх. д.
Джума-мечеть (азерб. Cümə məscidi) — джума-мечеть XVII століття, розташована в самому центрі міста Ордубад в Азербайджані.
Мечеть оточена невеликим двориком, розташована на деякому підвищенні і видна здалеку. Вхідні двері в мечеть прикрашено вставками зелених і зеленувато-блакитних кахлів. Над головним входом у мечеть, зі східної сторони, вставлено напис, у якому згадується ім'я шаха Аббаса I, 1016 р. х. (1607/8 р.). Це шахський указ, який свідчить, Що Хатембек Ордубади, що носив титул «Етімад-ад-доуле», бувши головним візиром Аббаса I, виклопотав у нього в 1607/08 році податковий імунітет — «муафі» місту Ордубаду.

## Галерея

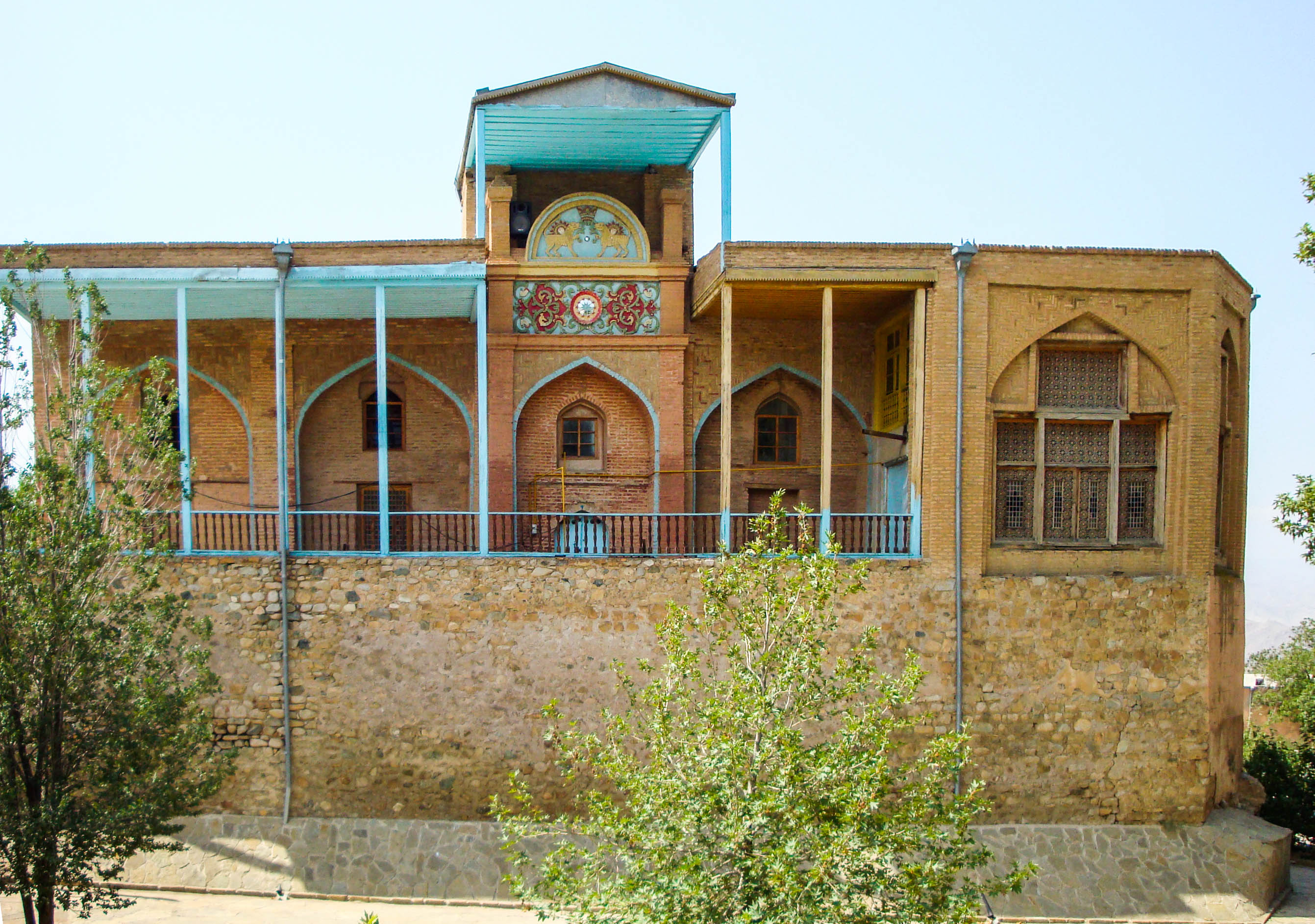
Вигляд з північної сторони
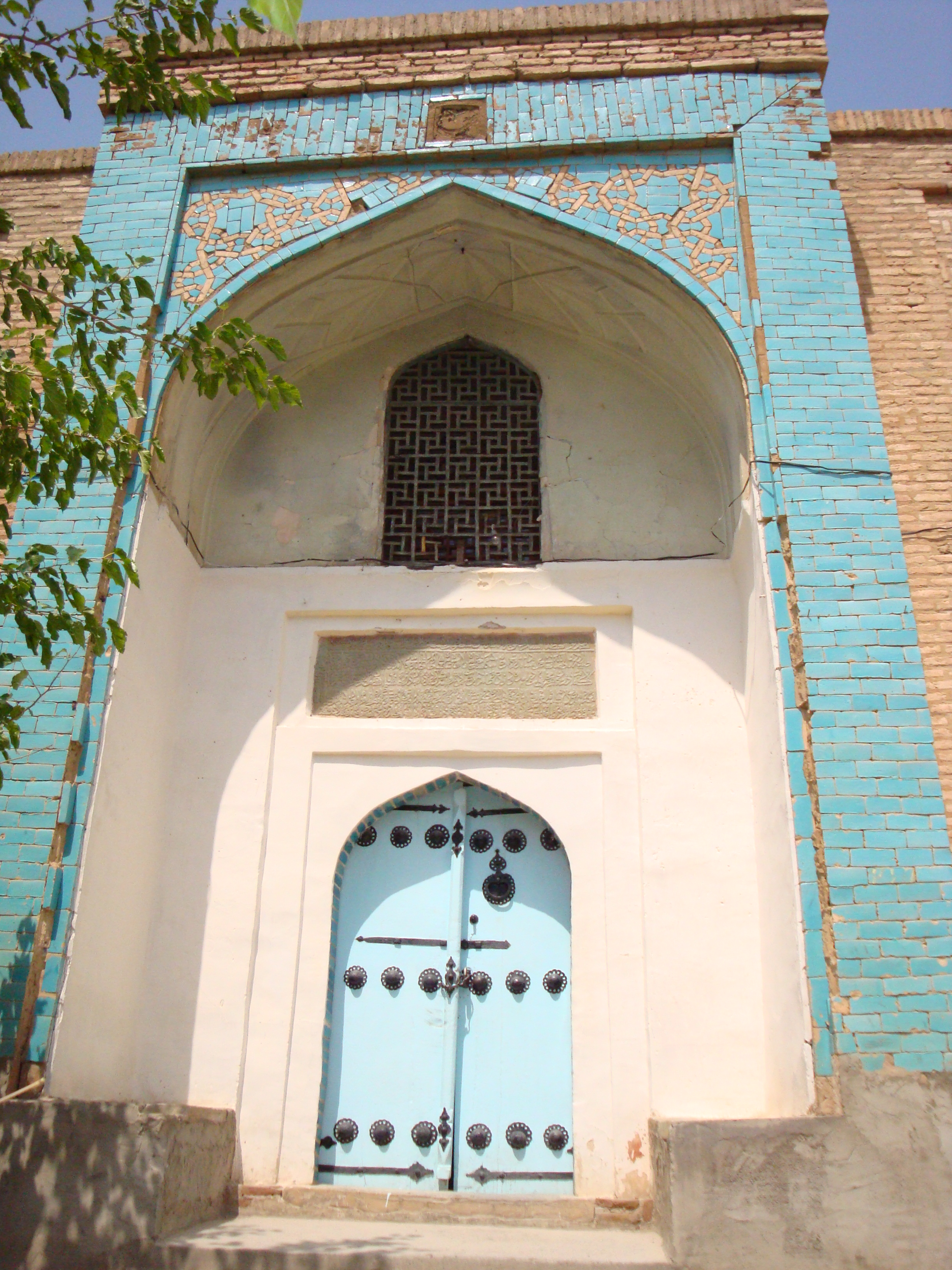
Головний вхід у мечеть
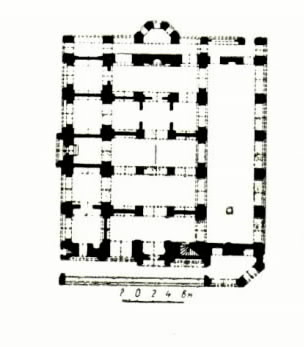
План